# Un cattivo soggetto
Un cattivo soggetto è un film di genere commedia del 1933, diretto da Carlo Ludovico Bragaglia

## Trama
Un giovane, che conduce una vita disordinata si innamora di una straniera dall'aspetto grazioso rompendo il fidanzamento con una ragazza nobile. Tra difficoltà ed incomprensioni, gelosie e litigi. Alla fine per il giovane e la straniera ci saranno i fiori d'arancio.